# بيتر ليند
بيتر ليند (بالإنجليزية: Angus Lind)‏ هو صحفي أمريكي، ولد في 8 أكتوبر 1944.